# Que faisaient les femmes pendant que l'homme marchait sur la Lune ?
Pour plus de détails, voir Fiche technique et Distribution.
Que faisaient les femmes pendant que l'homme marchait sur la Lune ? est un film franco-belge, coproduit avec la Suisse et le Canada, réalisé par Chris Vander Stappen, projeté en 2000, sorti en salle en 2001.

## Synopsis
Juillet 1969. Après deux ans passés au Canada, Sacha est de retour dans sa petite ville de Belgique. Elle a deux nouvelles dérangeantes à apporter à sa famille. La première est qu’au lieu d’être mariée, ou au moins fiancée, elle a une petite amie canadienne lesbienne et la seconde n’est pas mieux : au lieu d’étudier la radiologie à Montréal, elle a abandonné les études alors que la famille avait fait d’énormes sacrifices.

## Fiche technique
- Titre : Que faisaient les femmes pendant que l'homme marchait sur la Lune ?
- Réalisation et scénario : Chris Vander Stappen
- Genre: comédie dramatique
- Pays :  France,  Belgique,  Québec,  Suisse
- Format : couleurs (pellicule Fujicolor) - Dolby SR - 35 mm
- Durée : 98 minutes
- Langue : français
- Sorties : 12 octobre 2000, Chicago International Film Festival ; 14 avril 2001, Turin International Gay and Lesbian Film Festival ; 4 juillet 2001, France

## Distribution
- Marie Bunel : Sacha Kessler
- Hélène Vincent : Esther Kessler
- Tsilla Chelton : Lea
- Mimie Mathy : Elisa Kessler
- Macha Grenon : Odile
- Christian Crahay : Oscar Kessler
- Emmanuel Bilodeau : Antoine
- Michel Israël : Jules, l’épicier
- Jacques Lavallée : Louis
- Marie-Lise Pilote : Debbie
- Mario Saint-Amand : Bob
- Jean-Luc Van Damme : Un passant
- Dan Sluijzer : Le chauffeur de taxi

## Autour du film
« Un premier film culotté, futé, cruel et tendre, servi par une interprétation débridée. » L'Annuel du cinéma 2002

## Distinctions
2000 : Bayard d’or de la meilleure Contribution artistique au Festival international du film francophone de Namur.